# Viaduc de la Nuec
Le Viaduc de la Nuec est un pont à poutres situé dans les Alpes-Maritimes, en France. Il porte l'autoroute A8.